# Phyllogomphoides indicatrix
Phyllogomphoides indicatrix – gatunek ważki z rodziny gadziogłówkowatych (Gomphidae).